# Комазеци
Комазеци су насељено мјесто у Буковици, у сјеверној Далмацији. Припадају граду Обровцу, у Задарској жупанији, Република Хрватска.

## Географија
Комазеци су били дио некадашњег насеља Жегар, од којег су настала још три села: Богатник, Каштел Жегарски и Надвода.

## Историја
Комазеци су се од распада Југославије до августа 1995. године налазили у Републици Српској Крајини.
Презиме Комазец је пореклом из северне Далмације (Жегар). О пореклу ове породице постоји вредан запис у књизи Александра Бачка. Његов прилог објављујемо у целини:
Породица Комазец слави св. Лазара (Лазареву суботу). Према подацима из 1948. године, овако је наведен распоред Комазеца: Доњи Комацези (213 у 33 домаћинства), Каштел Жегарски (32 у 4 куће), Комазеци (91 у 15 кућа), Надвода (1 особа), Жегар (248 у 29 домова) и Жегар Комазечки (9 у 1 кући). Укупно је, дакле, на територији Жегара средином 20. века живело чак 594 Комазеца, распоређених у 82 домаћинства. Ово је далеко најбројнија жегарска фамилија и једна од најбројнијих српских фамилија у Далмацији.
Комазеци у Жегару носе породичне надимке: Симурдићи, Ћокалице, Марићи, Мујићи, Шишиновићи, Гузићи, Градинари, Свирачи, Цричани, Ицаљовци, Коштићи и Шушњари. По породицама Комазец је добило име и жегарско насеље у којем им је матица. Судећи по њиховој изузетно великој бројности, Комазеци највероватније спадају у старији слој српског становништва Жегара, чији су преци на овом простору боравили барем од краја 17. века, ако не и од раније. Зачуђује чињеница да о најбројнијој жегарској породици постоји веома мало публикованих података, што знатно отежава осветљавање њене прошлости. Постоји једно породично предање код Комазеца, које говори да је њихов предак био досељен са женом из правца Лике. У Жегару је направио млин на Зрмањи, који и данас постоји. Према том предању, поменути предак, односно родоначелник, имао је четири сина, претке свих данашњих Комазеца. Његови синови су засновали станове у Мујићима, Јабукама, Великом Варошу и под Градином, где су се огранци ове породице развијали и одакле су се даље ширили.
Име једног од заселака у ком су Комазеци од давнине насељени и један од њихових најстаријих породичних надимака, Мујићи, асоцира на то, да би се и ова породица евентуално могла убројати у покрштено потомство старог исламског жегарског насеља. Међутим, у ово не можемо бити сигурни, пошто је поменути породични надимак могао бити формиран управо по имену засеока, који је, опет, могао носити име неког старијег, исељеног рода.
Ван тог простора ово је презиме веома слабо заступљено. Мали број Комазеца је живео у неколико насеља у околини Вргинмоста, по Славонији, Барањи и у Загребу. Сви су они пореклом из Жегара. Ова породица у Горњој Крајини, односно околини Вргинмоста, слави, за разлику од својих далматинских рођака, св. Димитрија. Није познато како је дошло до ове промене славе, али се може претпоставити да је у питању било призећивање.
Крсна слава им је Лазарева субота.

## Становништво
Према попису из 1991. године, насеље Комазеци је имало 357 становника, и сви су били српске националности. Према попису становништва из 2001. године, Комазеци су имали 5 становника. Комазеци су према попису становништва из 2011. године имали 42 становника.
| Националност       | 1991. | 1981. | 1971. | 1961. |
| Срби               | 357   | 421   | 525   | 595   |
| Југословени        |       | 3     | 8     |       |
| Хрвати             |       |       | 1     |       |
| остали и непознато |       | 11    | 2     | 1     |
| Укупно             | 357   | 435   | 536   | 596   |

| Демографија | Демографија | Демографија |
| Година      | Становника  | Становника  |
| ----------- | ----------- | ----------- |
| 1961.       | 596         |             |
| 1971.       | 536         |             |
| 1981.       | 435         |             |
| 1991.       | 357         |             |
| 2001.       | 5           |             |
| 2011.       |             | 42          |

## Попис 1991.
На попису становништва 1991. године, насељено место Комазеци је имало 357 становника, следећег националног састава:
| Попис 1991.‍ | Попис 1991.‍ | Попис 1991.‍ | Попис 1991.‍ | Попис 1991.‍ |
| ----------- | ----------- | ----------- | ----------- | ----------- |
|             |             |             |             |             |
| Срби        | Срби        |             | 357         | 100%        |
| укупно: 357 |             |             |             |             |